# Kokčetau
Kokčetau (kazašsky Көкшетау) je hlavní město Akmolské oblasti v severním Kazachstánu. V roce 2020 zde žilo 146 104 obyvatel. Nachází se zde střediska lehkého průmyslu, např. potravinářského. Region však produkuje velmi málo pšenice a ostatních zemědělských plodin. Město má letiště, odkud létají přímé spoje do Almaty, Aktau a do Moskvy.

## Sport
- Okžetpes FK – fotbalový klub[4]
- HK Arlan Kokčetau – hokejový klub hrající nejvyšší soutěž